# Mikulin AM-34
O Mikulin AM-34 foi um motor para aviões soviético. Projeto liderado por Alexander Mikulin, ele foi o primeiro motor genuinamente soviético produzido em massa. Era um V12 refrigerado a água. O seu desenvolvimento inicial sofreu de vários problemas, mas acabou se tornando o motor aeronáutico soviético de maior sucesso nos anos 30.

## Histórico
O desenvolvimento do M-34 teve início em 1928 como um substituto do Mikulin M-17. Ele tinha dimensões similares ao antecessor, mas era um projeto completamente novo. Era um motor do tipo direct drive, e seu processo de desenvolvimento se prolongou até Abril de 1931. O primeiro exemplar, foi entregue ao TsIAM (Em russo: Центральный Институт Авиационного Моторостроения) em 21 de Setembro de 1931 para testes de bancada com carburadores e magnetos importados. Esses testes falharam, e uma outra versão já com carburadores nacionais foi submetida no ano seguinte, e mais uma vez foi rejeitada. Uma terceira versão foi submetida em Janeiro de 1933, mas também falhou. Em Outubro de 1933 uma versão foi testada em voo num Tupolev TB-3.
Apesar das falhas, a produção teve início em 1932, na Fábrica No. 24 em Moscou e 64 motores foram entregues até o fim daquele ano. Setecentos e noventa foram construídos no ano seguinte, e ele foi exibido em Paris como exemplo de capacidade da indústria de aviação soviética. O M-34 foi redesignado com as iniciais de Alexsander Mikulin como AM-34 em 9 de Agosto de 1936.
Ele foi usado num sistema muito específico pela Alemanha Imperial em 1918 com um Zeppelin-Staaken R.VI. A primeira instalação, designada ATsN-1 (Agregat tsentral'novo nadduva), como motor auxiliar, efetuou um teste em voo num Tupolev TB-3 em 1935. Ele foi adaptado para uso num protótipo do bombardeiro Petlyakov Pe-8 em substituição ao motor Klimov M-100 sendo designado como ATsN-2. Ele foi testado em voo entre 1938 e 1939, mas não foi aprovado para produção. Essa mesma ideia foi revivida pelos alemães em 1943 com o protótipo do bombardeiro Henschel Hs 130E, com a unidade: Höhen-Zentrale Anlage.
Assim como o BMW VI e o Mikulin M-17, os AM-34F, R e N e modelos subsequentes, usavam bielas articuladas causando variações nos momentos de ignição nos cilindros, o que combinado com várias outras melhorias, aumentaram a potência da maioria dos modelos para 1.200 hp.
O desenvolvimento de uma versão para equipar torpedeiros teve início em 1932 com a designação de GM-34, mas não passou do estágio de testes até Dezembro de 1934, e foi colocado em produção naquele mesmo ano. Com várias modificações, incluindo marcha a ré, roda livre, sistemas de resfriamento e exaustão modificados. A produção continuou até 1934 com algumas evoluções. Com a exceção do GAM-34BP e do original GM-34, todos os motores marítimos usavam como combustível, uma mistura de benzeno e álcool combustível.
Uma versão do GM-34 foi adaptada para uso em tanques pesados em 1939 com a designação de GAM-34BT, no entanto, apenas um pequeno número deles foi produzido. Ele foi montado nos protótipos dos tanques pesados: T-100 e SMK e também no obuseiro autopropulsado SU-100y, nenhum deles entrou em produção. O sistema de resfriamento foi modificado assim como o sistema de engrenagem de marchas. Um sistema de partida elétrico foi utilizado no lugar do pneumático. Ele foi enquadrado na categoria motores de 850 hp.

## Modelos
Aeronáuticos
- M-34
- Duplo M-34 (apenas projeto)
- M-34F
- M-34R
- M-34RD
- M-34N
- M-34RN
- M-34NA
- M-34RA
- M-34RNA
- M-34NB
- M-34RNB
- M-34P
- M-34NV
- M-34RNV
- AM-34RNV-TK (protótipo)
- AM-34RS
- AM-34NF
- M-34N2B
- AM-34FRN
- AM-34FRNA
- AM-34FRNB
- AM-34FRNV
- AM-34RB

Marítimos
- GM-34
- GAM-34F
- GAM-34FN
- GAM-34BP
- GAM-34BS

## Utilização
Aviões
- Beriev MBR-2
- Bolkhovitinov DB-A
- Kalinin K-7
- Petlyakov Pe-8
- Polikarpov I-17
- Tupolev ANT-20
- Tupolev TB-3
- Tupolev TB-4

Embarcações
- Torpedeiro G-5
- Torpedeiro G-6
- Torpedeiro G-8
- Torpedeiro SM-4
- Projeto 1124 (barco de rio armado)
- Projeto 1125 (barco de rio armado)

Tanques
- T-100
- SMK
- SU-100y